# 1-й стрелковый корпус (2-го формирования)
1-й стрелковый корпус (1-й ск) — общевойсковое тактическое соединение (стрелковый корпус) Вооружённых сил СССР.

## История

### Великая Отечественная война
1-й стрелковый корпус (2-го формирования) был создан в сентябре 1943 года в Московском военном округе.
Корпус участвовал в стратегических операциях по освобождению Белоруссии и Прибалтики.
В Действующей армии корпус находился с 3 сентября 1943 года в составе Калининского фронта. С октября того же года — в составе 43-й армии.
В ноябре 1943 года корпус был переведён в состав 1-го Прибалтийского фронта. В декабре 1943 года включён в состав 39-й армии.
В январе 1944 года 1-й стрелковый корпус находился в составе 43-й армии.
В декабре 1944 года корпус включён в состав 2-й гвардейской армии.
В январе 1945 в корпус был в подчинении 4-й ударной армии.
В феврале 1945 года в составе 51-й армии.
С апреля 1945 года и до окончания боевых действий в Германии, 1-й стрелковый корпус, включавший в себя 3 стрелковых дивизий, находился в составе 1-й ударной армии Курляндской группы войск Ленинградского фронта.
В разные периоды войны в состав 1-го стрелкового корпуса входили:
- На сентябрь 1943 года:

- 97-я стрелковая дивизия;
- 204-я стрелковая дивизия;
- 219-я стрелковая дивизия.

- на ноябрь 1943 года:

- 145-я стрелковая дивизия;
- 204-я стрелковая дивизия;
- 262-я стрелковая дивизия.

- на апрель 1944 года:

- 179-я стрелковая дивизия;
- 204-я стрелковая дивизия;
- 145-я стрелковая дивизия;
- 262-я стрелковая дивизия;
- 306-я стрелковая дивизия.

- на сентябрь 1944 года:

- 145-я стрелковая дивизия;
- 179-я стрелковая дивизия;
- 204-я стрелковая дивизия;
- 357-я стрелковая дивизия;
- 262-я стрелковая дивизия;
- 306-я стрелковая дивизия.

- на декабрь 1944 года:

- 145-я стрелковая дивизия;
- 357-я стрелковая дивизия;
- 262-я стрелковая дивизия;
- 306-я стрелковая дивизия.

- на январь 1945 года:

- 145-я стрелковая дивизия;
- 357-я стрелковая дивизия;
- 306-я стрелковая дивизия.

- на март 1945 года:

- 145-я стрелковая дивизия;
- 344-я стрелковая дивизия;
- 357-я стрелковая дивизия;
- 306-я стрелковая дивизия.

- на 9 мая 1945 года:
- 306-я стрелковая Рибшевская Краснознамённая дивизия;
- 344-я стрелковая Рославльская Краснознамённая дивизия;
- 357-я стрелковая ордена Суворова дивизия.

### Послевоенная история корпуса
По окончании Великой Отечественной войны, 1-й стрелковый корпус был передислоцирован вместе с управлением 1-й ударной армии в состав Туркестанского военного округа, с размещением управления корпуса в г. Ашхабад Туркменской ССР. В составе корпуса в Среднюю Азию убыли стрелковые дивизии находившиеся в её составе на момент окончания войны (306-я, 344-я и 357-я).
25 июня 1957 года 1-й стрелковый корпус был переименован в 1-й армейский корпус.
В связи с повторным созданием Среднеазиатского военного округа, в 1970 году 1-й армейский корпус был передислоцирован в г. Семипалатинск Казахской ССР, после чего был преобразован в 32-ю общевойсковую армию, который после распада СССР вошёл в состав Вооружённых сил Республики Казахстан

## Командование
Командиры:
- Котельников, Василий Петрович (3 сентября 1943 — 27 мая 1944), генерал-майор;
- Васильев, Николай Алексеевич (28 мая 1944 — апрель 1948), генерал-лейтенант;
- Глинский, Михаил Иосифович (апрель 1948 — 13 сентября 1950), генерал-лейтенант;
- Кузнецов, Владимир Степанович (14 сентября 1950 — 27 апреля 1953), генерал-лейтенант;
- Чирков, Пётр Михайлович (27 апреля 1953 — 20 января 1960), генерал-лейтенант;
- Шелковый, Сергей Епифанович (21 января 1960 — февраль 1964), генерал-майор, генерал-лейтенант;
- Плотников, Павел Михайлович (февраль 1964 — 20 декабря 1965), генерал-майор,
- Шарапов, Василий Михайлович (31 марта 1965 — 13 июня 1972), генерал-майор, генерал-лейтенант.

Заместители командира:
- Виндушев, Константин Николаевич (апрель — декабрь 1946)

Начальники штаба:
- Пальчиков, Павел Иванович (14 апреля 1944 — февраль 1946), полковник[5]